# Club Sciences
 (janvier 2017).
Si vous disposez d'ouvrages ou d'articles de référence ou si vous connaissez des sites web de qualité traitant du thème abordé ici, merci de compléter l'article en donnant les références utiles à sa vérifiabilité et en les liant à la section « Notes et références ».
Club Sciences est une émission télévisée scientifique présentée par Dorothée et Michel Chevalet. 
C'est la première émission de ce type destinée à la jeunesse, les sujets scientifiques n'ayant fait l'objet que de simples séquences jusque-là (y compris au sein de Club Dorothée, dès 1989). Elle inspirera d'une certaine manière le programme à succès de France 3 : C'est pas sorcier.
Club Sciences fut diffusée tous les samedis matin, du 28 décembre 1991 jusqu'au 19 juin 1993 sur TF1 et sera rediffusée plusieurs fois jusqu'en 1997. Elle était réalisée par Pat Le Guen, Hervé Morzadec ou Georges Barrier, et produite par AB Productions. Il s'agissait d'une déclinaison de la Rubrique Science présentée par Dorothée et Michel Chevalet dans le Club Dorothée en 1990.
L'émission consistait à faire découvrir aux jeunes téléspectateurs tous les mystères de la science à travers des expériences en plateaux et de nombreux reportages. À la fois éducatif et divertissant, ce magazine connut un important succès. Parmi les sujets présentés, on peut citer : les avions, le téléphone, l'ozone, le soleil, les satellites, la neige, les volcans, l'effet de serre, etc. 
À noter que le générique de l'émission était une version instrumentale d'un des tubes de Dorothée : Les Neiges de l'Himalaya.

## Liste des émissions[1]

### Saison 1 (1991-1992)
1) L'avion (28/12/1991)
2) Le téléphone (04/01/1992)
3) L'eau (11/01/1992)
4) La fusée Ariane (18/01/1992)
5) Le tunnel sous la manche (25/01/1992)
6) Imagina (01/02/1992)
7) La neige (08/02/1992)
8) Les volcans (15/02/1992)
9) Nausicaa (29/02/1992)
10) L'automobile (07/03/1992)
11) Le traitement des déchets (14/03/1992)
12) Le courrier (21/03/1992)
13) La navette spatiale (28/03/1992)
14) Le train (04/04/1992)
15) Ariane à Kourou (11/04/1992)
16) L'ozone (18/04/1992)
17) Le soleil (25/04/1992)
18) Les satellites (02/05/1992)
19) Le pétrole (09/05/1992)
20) L'espace russe (16/05/1992)
21) Le téléviseur (23/05/1992)
22) La formule 1 (30/05/1992)
23) La radioactivité (06/06/1992)
24) L'effet de serre (13/06/1992)
25) La déforestation (20/06/1992)
26) La cuisine (27/06/1992)

### Saison 2 (1992-1993)
27) L'été spatial (26/09/1992)
28) La météo (03/10/1992)
29) La réserve Kouzbass (10/10/1992)
30) La voiture électrique (17/10/1992)
31) Le tunnel sous la manche (07/11/1992)
32) Les cartes géographiques (14/11/1992)
33) La mesure du temps (21/11/1992)
34) La plongée en eaux profondes (28/11/1992)
35) L'eau potable (05/12/1992)
36) Les jeux vidéos (12/12/1992)
37) Le micro-processeur (19/12/1992)
38) Best-of 92 (09/01/1993)
39) La marée noire (16/01/1993)
40) Le micro-ordinateur (23/01/1993)
41) Les noces de Cana (30/01/1993)
42) Les séismes (06/02/1993)
43) Le code génétique (13/02/1993)
44) Neige (20/02/1993)
45) Les avalanches (27/02/1993)
46) Imagina (06/03/19936)
47) Les glaciers (13/03/1993)
48) Les sciences de la glisse (20/03/1993)
49) Les astéroïdes (27/03/1993)
50) L'envers du décor (03/04/1993)
51) Le printemps (10/04/1993)
52) Le recyclage (17/04/1993)
53) Le salon de la maquette (24/04/1993)
54) Le pont de Normandie (01/05/1993)
55) Les manèges (08/05/1993)
56) La Tour Eiffel (22/05/1993)
57) Les câbles sous-marins (29/05/1993)
58) L'électricité (05/06/1993)
59) Les hélicoptères (12/06/1993)
60) La planète Mars (19/06/1993)